# 聖地亞哥-德孔波斯特拉大學
聖地亞哥-德孔波斯特拉大學是西班牙加利西亞聖地亞哥-德孔波斯特拉的一所公立大學。它在加利西亞盧戈還有一個校區。聖地亞哥-德孔波斯特拉大學是世界最古老的大學之一。
聖地亞哥-德孔波斯特拉大學校園佔地130公頃（320英畝）。在人力資源方面，大學教師人數超過2,000人，學生人數超過了42,000人，此外還有不少於1,000名職員。
在馬德里康普頓斯大學公佈的西班牙大學排名中，聖地亞哥-德孔波斯特拉大學排在了第五位，在公立大學排名中名列第四。

## 歷史
聖地亞哥-德孔波斯特拉大學的歷史可以追溯到1495年在聖地亞哥創立的一所學校。1504年，儒略二世頒布教宗詔書承認了該校並允許其開設高等教育課程。1526年，克勉七世頒布了建校教宗詔書。
1995年，聖地亞哥-德孔波斯特拉大學迎來了500週年校慶。

## 校園生活

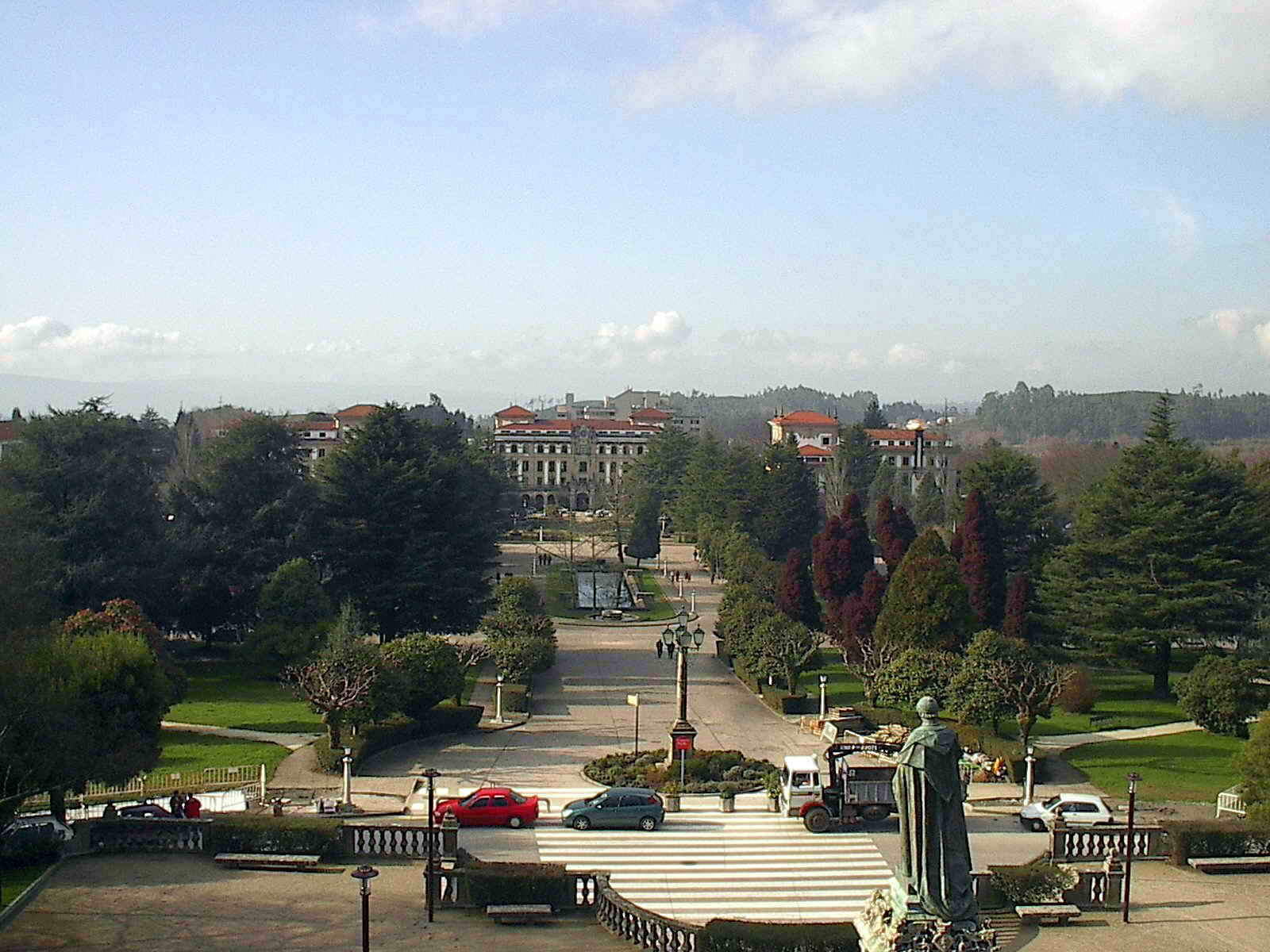
南校區

聖地亞哥-德孔波斯特拉大學一共擁有三個校區：位於聖地亞哥的北校區和南校區以及盧戈校區。

### 圖書館
大學圖書館藏書超過100萬冊，圖書館內還收藏了一些非常珍貴的手抄本。

### ConCiencia計劃
聖地亞哥-德孔波斯特拉大學和聖地亞哥-德孔波斯特拉聯盟聯合發起了ConCiencia計劃，邀請世界各地的著名科學家訪問聖地亞哥。ConCiencia計劃自2008年起向在科學新聞領域做出卓越貢獻的人士頒發豐塞卡獎。

## 院系設置
- 生物學院
- 化學學院
- 傳播學院
- 經濟學和工商管理學院
- 教育學院
- 地理和歷史學院
- 法學院
- 數學學院
- 醫學和牙醫學院
- 藥學院
- 語文學院
- 物理學院
- 政治學和社會科學院
- 心理學院
- 獸醫學院

## 知名校友
- 馬里亞諾·拉霍伊－西班牙首相（2011年－2018年）
- 埃萊娜·埃斯皮諾薩－西班牙農業環境大臣（2004年－2010年）
- 塞薩爾·安東尼奧·莫利納－西班牙文化大臣（2007年－2009年）
- 何塞·曼努埃爾·羅邁·貝卡里亞－西班牙衛生大臣（1996年－2000年）

## 外部連結
- 官方網站 （页面存档备份，存于）